# Seiichi Ōta

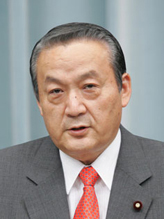
2008

Seiichi Ōta (jap. 太田 誠一, Ōta Seiichi; * 30. Oktober 1945 in Fukuoka; † 4. Dezember 2024 in Tokio) war ein japanischer Politiker der Liberaldemokratischen Partei (LDP). Er war bis 2009 Abgeordneter des Shūgiin, des Unterhauses, und war von August bis September 2008 Minister für Landwirtschaft, Forsten und Fischerei im Kabinett. Innerhalb der LDP gehörte er zur Koga-Faktion.

## Leben
Nach dem Besuch der Keiō-Oberschule studierte er an der wirtschaftswissenschaftlichen Fakultät der Keiō-Universität. Nach seinem Abschluss 1968 setzte er seine Studien dort zunächst fort. 1973 wurde er Dozent an der Universität Fukuoka, ein Jahr später lehrte er als Gastdozent an der Brown University in Providence, Rhode Island.
Anschließend wechselte Ōta in die Politik: Nach einem gescheiterten Versuch 1979 wurde er 1980 für die LDP ins Shūgiin gewählt, wo er danach unter anderem dem Justiz- und dem Haushaltsausschuss angehörte. 1988 wurde er parlamentarischer Staatssekretär („seimujikan“) im Finanzministerium. 1994 verließ Ōta die LDP und beteiligte sich an der Gründung der kurzlebigen Liberalen Partei, die im Dezember in der Shinshintō von Ichirō Ozawa aufging. 1995 verließ er diese und kehrte einige Monate später in die LDP zurück. Von 1998 bis 1999 war er als Leiter der Behörde für Management und Koordination erstmals Minister unter Premier Keizō Obuchi.
2003 äußerte er auf einem Symposium zum Problem der sinkenden Geburtenrate folgende, sich auf einen vorangegangenen Gruppenvergewaltigungsfall beziehende, Aussage: „Gruppenvergewaltiger sind noch vital und das ist gut. Sind sie damit nicht näher an der Normalität?“ (「集団レイプする人は、まだ元気があるからいい。まだ正常に近いんじゃないか」, Shūdan reipu o suru hito wa mada genki ga aru kara ii. Mada seijō ni chikain janai ka) und geriet unter starken öffentlichen Druck. Kurz darauf verlor Ōta bei der Shūgiin-Wahl 2003 seinen Wahlkreis Fukuoka 7, der auch Teile der Stadt Fukuoka umfasst, an den demokratischen Herausforderer Kazue Fujita. 2005 konnte er ihn mit deutlichem Vorsprung von über 30.000 Stimmen zurückgewinnen und zog somit zum achten Mal ins Shūgiin ein. 2006 wurde er „geschäftsführender Vorsitzender“ (kaichō daikō) der Koga-Faktion. Bei der Kabinettsumbildung im August 2008 berief ihn Premierminister Yasuo Fukuda zum Landwirtschaftsminister.
Im August 2008 wurden Unregelmäßigkeiten bei der Wahlkampffinanzierung eines von Ōtas Büros festgestellt. 2007 waren seine Amtsvorgänger im Landwirtschaftsministerium Matsuoka, Akagi und Endō wegen ähnlicher Vorwürfe zurückgetreten bzw. hatten ihr Leben beendet.
Am 19. September 2008 reichte Ōta zusammen mit Staatssekretär (jimujikan) Toshirō Shirasu seinen Rücktritt ein, um die Verantwortung für einen Skandal um Verkauf und Verarbeitung von nicht für den Verzehr bestimmtem Reis zu übernehmen. Importierter Reis aus China, Vietnam und den Vereinigten Staaten, der mit dem Pestizid Methamidophos kontaminiert und für industrielle Zwecke bestimmt war, war in den Handel gelangt. Der Skandal folgte einer Reihe von ähnlichen Fällen von kontaminierten Importlebensmitteln, vor allem aus der Volksrepublik China.
Bei der Unterhauswahl 2009 verlor er seinen Wahlkreis an die Demokratin Kazue Fujita und gab im Februar 2011 seinen Rückzug aus der Politik bekannt.
Seiichi Ōta starb im Alter von 79 Jahren am 4. Dezember 2024 in Tokio.

## Familie

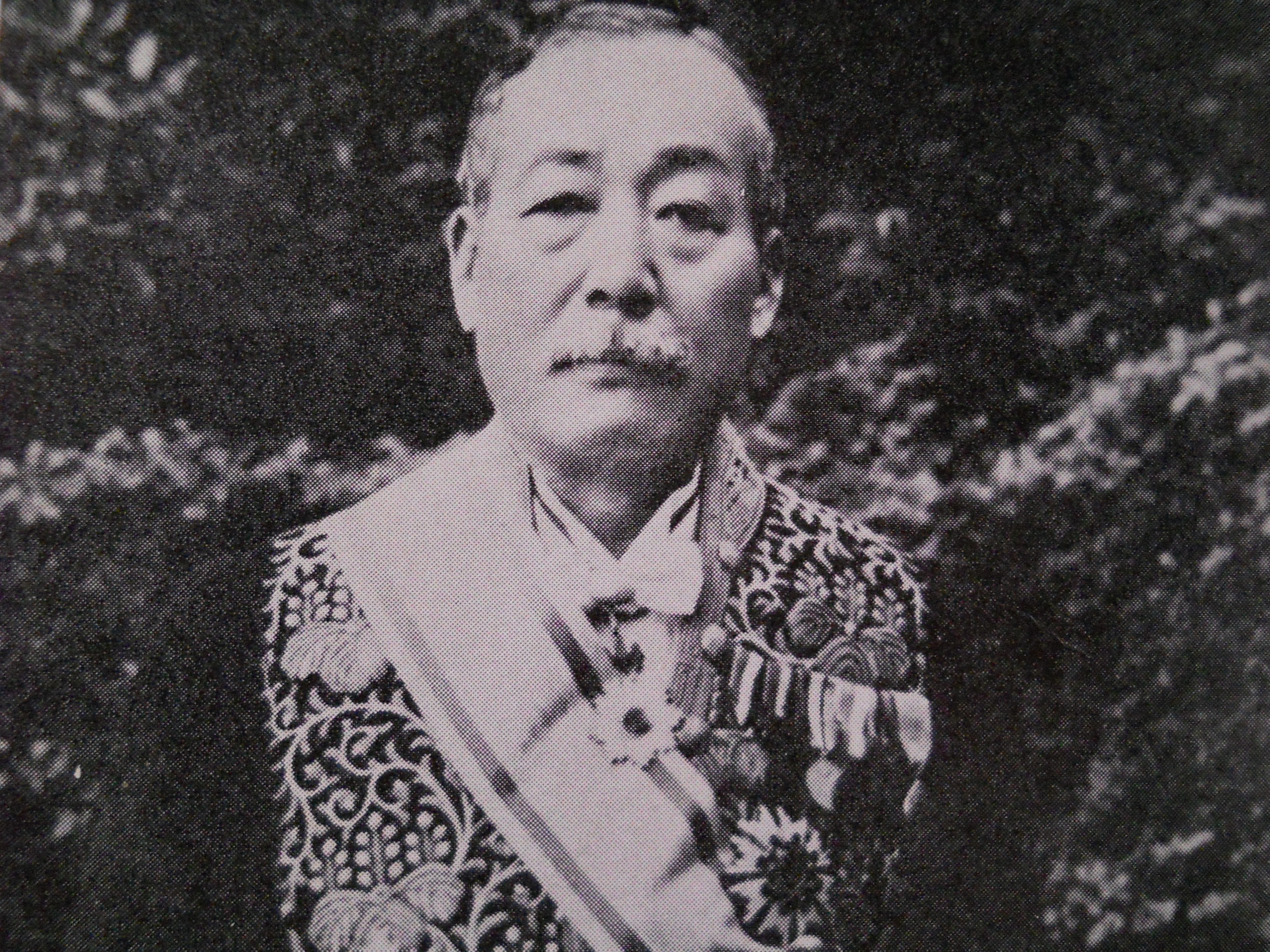
Großvater Sakurachi Yukio

Ōtas Schwiegervater Kamei Hikaru war von 1967 bis 1983 Gouverneur der Präfektur Fukuoka, seine Cousine Kiyoko ist die Ehefrau von Yasuo Fukuda. Sein Großvater väterlicherseits Ōta Seizō IV war Abgeordneter im Unterhaus für das Rikken Seiyūkai und später Mitglied des Herrenhauses; sein Großvater mütterlicherseits Sakurauchi Yukio war ebenfalls Unterhausabgeordneter sowie u. a. Minister für Industrie und Handel im zweiten Kabinett Wakatsuki.